# Boivão
Boivão ist eine Gemeinde (Freguesia) im nordportugiesischen Kreis Valença der Unterregion Minho-Lima. In ihr leben 185 Einwohner (Stand 19. April 2021).